# Bruno Dupuis
Pour les articles homonymes, voir Dupuis (homonymie).
Bruno Dupuis, né le 15 octobre 1953 à Étaples, est un footballeur français, évoluant au poste d'attaquant dans les années 1970 et 1980. Il se reconvertit ensuite en entraîneur.

## Biographie
Bruno Dupuis participe à 233 matchs de Division 2, la plupart avec l'USG Boulogne.
Il est entraîneur de l'US Boulogne à trois reprises de 1997 à 2004 et en devient directeur sportif jusqu'en 2010, où il doit arrêter ses fonctions à la suite de la suspension de trois ans infligée par la LFP, à la suite de son coup de tête face au directeur de la communication du Paris SG,.

## Palmarès
- Division 4 :
  - Vainqueur de groupe en 1982 avec Le Touquet AC
  - Vainqueur de groupe en 1987 avec Le Touquet AC
- Division 3 : 
  - Vainqueur de groupe en 1988 avec Le Touquet AC.